# WARNER
WARNER（ワーナー、1975年3月17日 - ）は、日本の振付師、演出家。京都府出身。AKB48グループや乃木坂46など、数多くのアーティストの振付を担当している。

## 人物
- 京都府出身。20代でロサンゼルスに渡り、ダンススタイルを確立。帰国後、Go!Go!RABBITSのメンバーとして活動。安室奈美恵、宇多田ヒカルなど、数多くのアーティストのミュージックビデオ、大手企業のCMなどの振付を提供[2]。
- また、ボーカリストとしての才能も発揮。2006年開催の「EXILE VOCAL BATTLE AUDITION」でファイナリストとなった[2]。
- ダンススキルを応用し、フィットネスエクササイズの考案やエクササイズDVD監修、加圧トレーナーなど幅広い分野で活躍中[3]。

## 振付作品

### MUSIC VIDEO
AFTERSCHOOL
- Lady Luck

AKB48グループ
- AKB48
  - Everyday、カチューシャ
  - 真夏のSounds good !
  - 永遠プレッシャー
  - イキルコト
  - 愛の意味を考えてみた
  - Party is over
- SKE48
  - 美しい稲妻
- NMB48
  - ヴァージニティー
  - 命のへそ
  - Must be now
- HKT48
  - 初恋バタフライ
  - スキ!スキ!スキップ!
  - 泥のメトロノーム
  - 12秒
- Not yet
  - 波乗りかき氷
- 渡辺麻友
  - シンクロときめき
- 指原莉乃
  - それでも好きだよ
  - 意気地なしマスカレード

Crystal Kay
- Can't be Stopped

SE7EN
- 光
- 塵星

安室奈美恵
- shine more
- Put'em up
- SO CRAZY
- ALARM
- WANT ME, WANT ME

宇多田ヒカル
- Traveling
- Keep Tryin'
- Goodbye Happiness

剛力彩芽
- あなたの100の嫌いなところ

黒木メイサ
- Bad Girl
- Criminal
- SHOCK-運命-
- Are ya ready?
- 5-FIVE-
- LOL!
- One More Drama
- Wired Life
- Woman's Worth

倖田來未
- So Into You
- love across the ocean

島谷ひとみ
- ANGELUS -アンジェラス
- Garnet Moon
- ～Mermaid～
- Falco-ファルコ-
- Neva Eva

東方神起
- HUG
- Stay with me tonight
- Somebody To Love
- My Destiny

大国男児
- Love Power
- Love Bingo!
- Love Parade
- Love Days
- Jumping
- 本気Magic
- バレンタイン・ファイター

乃木坂46
- ガールズルール
- 気づいたら片想い
- 夏のFree&Easy
- ここにいる理由
- あの日僕は咄嗟に嘘をついた
- 命は美しい
- 君は僕と会わない方がよかったのかな
- 太陽ノック
- 別れ際もっと好きになる
- 今、話したい誰かがいる
- 嫉妬の権利
- ハルジオンが咲く頃
- 不等号
- 裸足でSummer
- サヨナラの意味
- 三番目の風
- 日常
- 〜Do my best～じゃ意味はない
- 4番目の光
- さ～ゆ～Ready?
- 絶望の一秒前
- 好きというのはロックだぜ!
- 悪い成分
- Monopoly
- 懐かしさの先
- 不道徳な夏

藤森慎吾とあやまんJAPAN
- 失恋ベイビー

まきたんとかんぺいたん
- チャチャマンボ島

郷ひろみ
- 100GO！回の確信犯

### CM
| スポンサー           | タイトル                                | 出演者                             |
| -------------------- | --------------------------------------- | ---------------------------------- |
| 大塚製薬             | ポカリスエット「絆 親から子へダンス」篇 | 石井杏奈                           |
| ニッセン             | 「着せ替えパネル」篇                    | 香里奈                             |
| ユニリーバ・ジャパン | レセナ「アフタースクールダンス」篇      | AFTERSCHOOL                        |
| 常盤薬品             | なめらか本舗「指原莉乃ON-OFF」篇        | 指原莉乃                           |
| KIRIN                | COLA SHOCK ZERO「ゼロ誕生」篇           | 黒木メイサ                         |
| KITKAT               | 新「キットカット・フラメンコ」篇        | 黒木メイサ                         |
| KITKAT               | 新「キットカット・赤と黒」篇            | 黒木メイサ                         |
| SEIKO                | LUKIA                                   | 黒木メイサ / 武井咲                |
| ぷっちょ             | 謎の新メンバー編                        | AKB48 / 未唯（ピンクレディ）       |
| 森永乳業             | リプトン                                | 少女時代                           |
| クラシエ             | コッコアポA錠いい変化~Aダンス編         | 石原さとみ                         |
| TOYOTA               | Music Player bB                         |                                    |
| CASIO                | EXILIM Avenue EX-S600                   |                                    |
| コカコーラ           | サマープロモーション「PARTY 1/2」篇     | ドランクドラゴン                   |
| グリコ               | カフェオレ                              | 安良城紅                           |
| ジョージア           | エメラルドマウンテン・カフェレーチェ 他 | 米倉涼子 / 矢田亜希子 / 佐藤江梨子 |
| リステリン           | シェイク編                              | みさきゆう                         |
| ポッカ               | DRIVER                                  | ナインティナイン                   |
| NTT DoCoMo           | 503is BIG BUTTONS                       | 加藤あい                           |
| 花王                 | サクセス                                | 伊藤英明                           |
| ロート製薬           | ロートZi:                               | 後藤真希                           |
| ライフカード         | サッカー編 情熱ライブ編                 | 中村俊介                           |
| au                   | 九州セルラー                            |                                    |
| CAPCON               | Auto Modellista「フラッシュバック」篇   |                                    |
| CAPCON               | DEVIL MAY CRY2「4モーション」篇         |                                    |
| ろうきん東海         | 預金パラップ編                          | 染之助染太郎                       |

## 出演
- PRODUCE 101 JAPAN（2019年9月26日 - 12月12日、TBS系・GYAO!） - ダンストレーナー[4]